# Damian Marley
Damian Marley (Jamaica, Kingston, 1978. július 21.) négyszeres Grammy-győztes jamaicai énekes, producer és dalszerző. Bob Marley legfiatalabb fia. Két éves volt, mikor édesapja elhunyt. Anyja Cindy Breakspeare, az 1976-os Miss World szépségverseny győztese. Beceneve Junior Gong, mivel apja beceneve Tuff Gong volt. 13 éves kora óta előad. 
Eddig karrierjében négy stúdióalbumot adott ki, a Mr. Marley-t (1996), a Halfway Tree-t (2001), a Welcome to Jamrock-ot (2005) és a Stony Hill-t (2017). Együttműködött többek között Nas-zal a Distant Relatives (2010) albumon, készített dalokat Skrillex-szel és tagja a SuperHeavy supergroupnak.

## Karrier

### 1992-2004: Korai megjelenések
13 évesen megalapította a Shephards együttest. Az 1992-es Reggae Sunsplash fesztivált ők nyitották meg. Az 1990-es évek elején szétesett az együttes és Marley elkezdett egyedül dolgozni.
A Tuff Gong kiadó segítségével kiadta a debütáló albumát 1996-ban Mr. Marley címen, ami szokatlan volt, mert Marley inkább DJ szerepben volt a lemezen, éneklés helyett. A második nagylemezét Halfway Tree címen adta ki. A cím édesanyja, aki egy gazdag családból jött és édesapja, aki pedig szegényen nőtt fel közötti kapcsolatból jött, így lett ő egy "fa a gazdag és a szegény világ között". Az album 2001. szeptember 11-én jelent meg és megnyerte a Legjobb Reggae Album Grammy-díjat. Az album producerei Damian és Stephen Marley voltak.

### 2005:Welcome to Jamrock

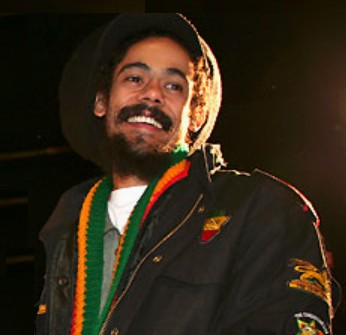
Damian Marley 2007-ben

Marley harmadik albumát, a Welcome to Jamrock-ot 2005. szeptember 12-én adta ki. Az albumból 86 ezer példány kelt el az első héten, majd később aranylemez minősítést kapott a RIAA-tól. Az Egyesült Államokban 7. helyig jutott a Billboard 200-on, és a UK Albums Charton pedig 34. lett.
Damian féltestvére, Stephen Marley volt a "Welcome to Jamrock" dal producere. A dal alapját 20 évvel korábban készítette Sly és Robbie, Ini Kamoze-nak. A kislemez Jamaicában nem volt túl kedvelt, mert negatívan tüntette fel a szigetországot, de sokan méltatták tartalmáért. A kislemez 13. helyig jutott a Brit kislemezlistán és 55. helyig a US Billboard Hot 100-on. A Rolling Stone "Az évtized 100 legjobb dala" listáján a 100. helyet kapta.
Más említendő kislemezek az albumról a "The Master Has Come Back", a "Road to Zion" (Nas-zal), és a "Khaki Suit" Bounty Killerrel és Eek-A-Mouse-szal.
A 2006-os Grammy Díjátadón megnyerte a Legjobb Reggare és a Legjobb Urban/Alternative Teljesítmény díjakat a Welcome to Jamrock-ért. Ő az egyetlen jamaicai előadó, aki két Grammy-díjat nyert egy estén, illetve ő az egyetlen reggae-előadó, aki megnyerte a Legjobb Urban/Alternative Teljesítmény díjat.

### 2006-2010:Distant Relatives
A 2009-es Grammy díjátadón bejelentésre került, hogy ki fog adni egy közös albumot Nas-zal. "Jelenleg, hadd mondjam el, egy albumon dolgozom Damian Marleyval. Iskolákat szeretnénk építeni ezzel Afrikában. Megpróbálunk szeretetet mutatni az albummal... Szóval lényegében a gettóról meg Africáról szól."

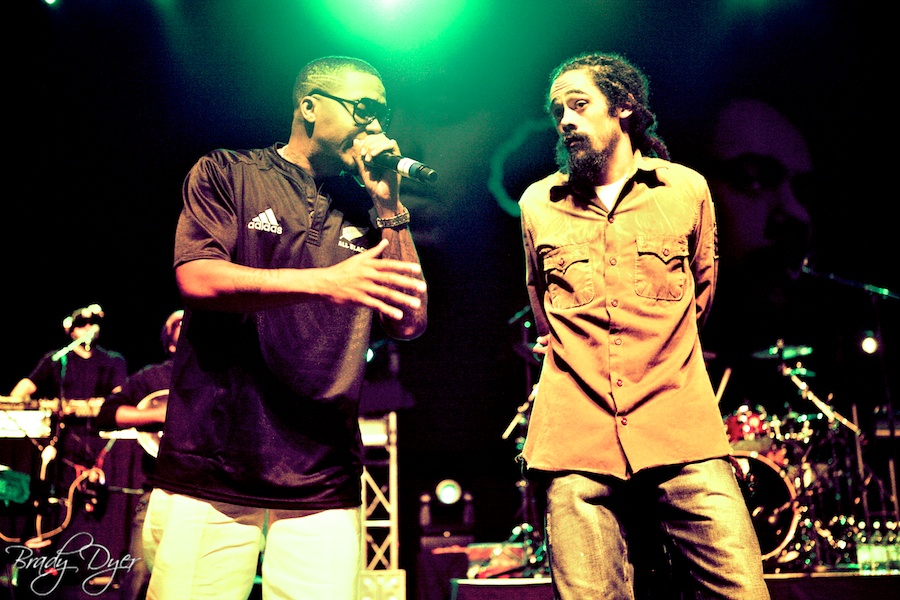
Damian Marley (jobbra) és Nas (balra) egy wellingtoni koncertjükön

2010. május 17-én Marley és Nas kiadta a Distant Relativest. Az album nem csak a kettőjük közötti szoros kapcsolatra utal, hanem a kapcsolatukra az afrikai felmenőikkel, amely mind zeneileg és szövegileg is inspirálta az albumot. Korábban a "Road to Zion"-on működtek együtt, Marley Welcome to Jamrock albumán. Az Distant Relatives összeköti Marley dub-rock stílusát és Nas hangzását. Damian és Stephen Marley voltak az album fő producerei. Az összes bevételt kongói iskolák építésébe fektették be.
Az album ötödik helyen debütált a US Billboard 200-on, 57 ezer eladott példánnyal. Nas tizedik és Marley második legjobb tízes albuma lett az Egyesült Államokban. Az album negyedik helyig jutott a Billboard Digital Albums listán és első helyen az R&B/Hip-Hop Albums, a Rap Albums, illetve a Reggae Albums slágerlistán. Nemzetközileg is sikeres volt. 33. helyig jutott a European Top 100 Albums slágerlistán. Az Egyesült Királyságban 30. helyen debütál a UK Albums Charton. Kanadában 9. helyig jutott, Németországban pedig 38-ig.
Az első kislemez, az "As We Enter" 2010. február 23-án jelent meg és 10. helyig jutott az iTunes Hip Hop/Rap slágerlistán. A kislemez 39. helyen debütált a Brit kislemezlistán és 116-on a US Billboard Hot 100-on.

### 2011-2015: SuperHeavy
A SuperHeavy létezése 2011 májusáig titok volt. Mick Jagger, a The Rolling Stones frontembere ekkor jelentette be a supergroup megalakulását, amely Dave Stewart ötlete volt. Stewart arra ösztönözte Jaggert, hogy indiai hangzást is vigyenek bele a zenébe, ennek következtében A. R. Rahman csatlakozott a csoporthoz Joss Stone-nal együtt. Az együttes nevét Muhammad Ali inspirálta. 2009-ben, Los Angelesben kezdték el felvenni azonos című debütáló albumukat. Összességében 35 órányi zenét vettek fel. Az album premierje Los Angelesben 2011. június 30-án volt, ahol az együttes nyolc dalt adott elő.
Az első kislemez az albumról a "Miracle Worker" volt 2011. július 7-én. Egy reggae-dal, amelyet Marley, Jagger és Stone ad elő. 195. helyen debütált a Brit kislemezlistán. Egy videóklipet is kiadtak augusztus 12-én, amelyet Stewart rendezett és a Los Angeles-i Paramount Studiosban forgattak és mind az öt tag szerepel benne. A "Satyameva Jayathe" (India nemzeti mottója, "Csak az igazság győzedelmeskedik") volt a második kislemez és 2011. augusztus 9-én jelent meg, hat nappal India függetlenségi napja előtt. Jagger szanszkrit nyelven énekel a dalon, amin szerepel még Stewart, Stone és Marley. A dal a Radio Mirchi 98.3 FM-en premierelt, 22 indiai városban. A "Beutiful People" 46. helyet ért el a Holland kislemezlsitán.

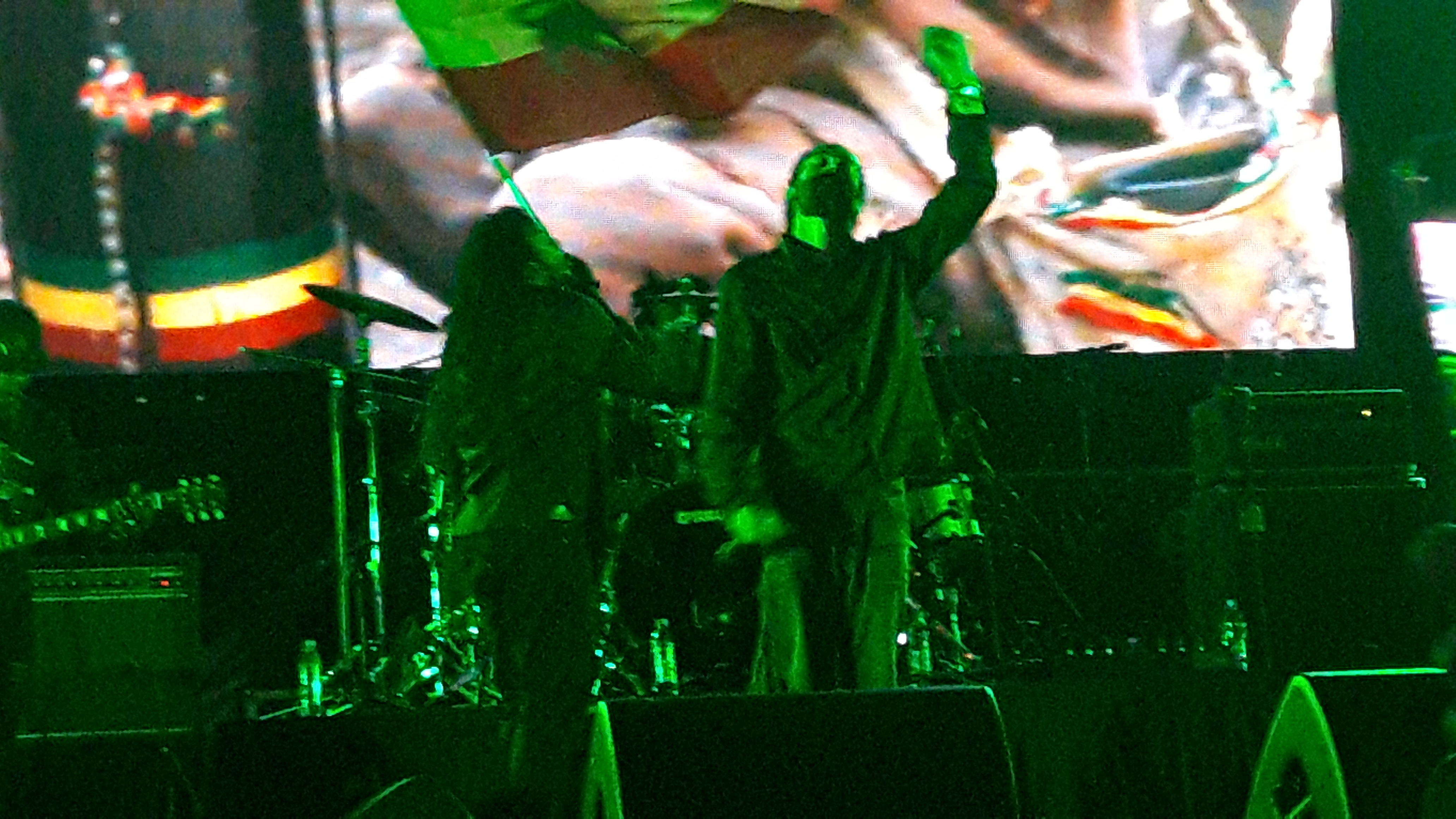
Damian Marley, 2017-es budapesti koncertje közben

Marley dolgozott Skrillex-szel is, a "Make It Bun Dem" kislemezen 2012-ben. A dal helyet kapott a 2012-es Far Cry 3 számlistáján és platina minősítést kapott a RIAA-tól. Az "Affairs of the Heart" nagy sikernek örvendett Jamaicában, a reggae-slágerlisták élére jutott.

### 2016-napjainkig:Stony Hill
Damian Marley 2017 júliusában, 39. születésnapján adta ki negyedik stúdióalbumát, a Stony Hill-t. Az első kislemez az albumról a "Nail Pon Cross" volt, 2016 augusztusában. 2017 legsikeresebb reggae-albuma volt és elnyerte a Grammy-díjat a Legjobb Reggae Albumért.
A "Medication" volt a második kislemez az albumról Stephen Marleyval, amelyből később készítettek egy remixet Ty Dolla Signnal és Wiz Khalifával.
Az album megjelenése utáni turnéja során fellépett Budapesten is.

## Zenei stílus, magánélet
Marley zenéjét dancehall és reggae keverékeként írta le. A Distant Relativeson a hiphopot és reggae-t keverte a két előadó, Marley és Nas, afrikai zenét is használva az albumon. Dalszövegileg Afrika problémái voltak a központban: szegénység, felmenők.
Marley beceneve "Jr. Gong", apja, a reggae-legenda Bob Marley tiszteletére. Anyja Cindy Breakspeare jamaicai jazz-zenész, modell és 1976-os Miss World. Miután látta a Damien: Omen II filmet, Bob Marley egyik utolsó kérése az volt, hogy változtassák meg fiának nevét: "Damien, mint az ördög... Egy rasztafárinak nem lehetséges, hogy ilyen névvel legyen fia." Damian nevét később megváltoztatták. Damian két éves volt mikor apja meghalt és 13 éves kora óta előad.

## Diszkográfia
| Év   | Album adatok | Slágerlisták | Slágerlisták | Slágerlisták | Slágerlisták | Slágerlisták | Slágerlisták | Slágerlisták | Minősítés          |
| Év   | Album adatok | US           | US R&B       | US Rap       | US Reg.      | FRA          | SWI          | UK           | Minősítés          |
| ---- | --- | ------------ | ------------ | ------------ | ------------ | ------------ | ------------ | ------------ | ------------------ |
| 1996 | Mr. Marley - Megjelent: 1996. szeptember 9. - Kiadó: Tuff Gong - Formátum: CD, digital download                      | —            | —            | —            | 2            | —            | —            | —            |                    |
| 2001 | Halfway Tree - Megjelent: 2001. szeptember 11. - Kiadó: Universal Motown - Formátum: CD, digital download            | —            | —            | —            | 2            | —            | —            | —            |                    |
| 2005 | Welcome to Jamrock - Megjelent: 2005. szeptember 13. - Kiadó: Universal - Formátum: CD, digital download             | 7            | 4            | 3            | 1            | 188          | —            | 34           | - RIAA: Aranylemez |
| 2010 | Distant Relatives (Nas-zal) - Megjelent: 2010. május 18. - Kiadó: Universal Republic - Formátum: CD                  | 5            | 1            | 1            | 1            | 27           | —            | —            | - BPI: Ezüstlemez  |
| 2011 | SuperHeavy (SuperHeavy-ként) - Megjelent: 2011. szeptember 16. - Kiadó: A&M - Formátum: CD                           | 26           | —            | —            | —            | —            | —            | —            |                    |
| 2013 | Set Up Shop Vol. 1(kollaboráció) - Megjelent: 2013. február 19. - Kiadó: Ghetto Youths International - Formátum: CD  | —            | —            | —            | —            | —            | —            | —            |                    |
| 2014 | Set Up Shop Vol. 2(kollaboráció) - Megjelent: 2014. december 23. - Kiadó: Ghetto Youths international - Formátum: CD | —            | —            | —            | —            | —            | —            | —            |                    |
| 2015 | Set Up Shop Vol. 3(kollaboráció) - Megjelent: 2015. december 22. - Kiadó: Ghetto Youths International - Formátum: CD | —            | —            | —            | —            | —            | —            | —            |                    |
| 2017 | Stony Hill - Megjelent: 2017. július 21. - Kiadó: Republic - Formátum: CD, digital download                          | 65           | —            | —            | 1            | 104          | 26           | 94           |                    |

| Év   | Cím                                                            | Legmagasabb pozíció | Legmagasabb pozíció | Legmagasabb pozíció | Legmagasabb pozíció | Legmagasabb pozíció | Minősítés                                                | Album              |
| Év   | Cím                                                            | US                  | US R&B              | US Rap              | FRA                 | UK                  | Minősítés                                                | Album              |
| ---- | -------------------------------------------------------------- | ------------------- | ------------------- | ------------------- | ------------------- | ------------------- | -------------------------------------------------------- | ------------------ |
| 2005 | "Welcome to Jamrock"                                           | 55                  | 18                  | 12                  | —                   | 13                  |                                                          | Welcome to Jamrock |
| 2005 | "The Master Has Come Back"                                     | —                   | —                   | —                   | —                   | 74                  |                                                          | Welcome to Jamrock |
| 2005 | "Road to Zion" (Nas-zal)                                       | —                   | 57                  | —                   | —                   | —                   |                                                          | Welcome to Jamrock |
| 2006 | "Beautiful" (Bobby Brownnal)                                   | —                   | —                   | —                   | —                   | 39                  |                                                          | Welcome to Jamrock |
| 2006 | "All Night" (Stephen Marleyval)                                | —                   | —                   | —                   | —                   | 79                  |                                                          | Welcome to Jamrock |
| 2007 | "Now That You Got It" (Gwen Stefani, Damian Marleyval)         | —                   | —                   | —                   | —                   | 59                  |                                                          | The Sweet Escape   |
| 2010 | "As We Enter" (Nas és Damian Marley)                           | 116                 | 18                  | 16                  | —                   | 39                  |                                                          | Distant Relatives  |
| 2011 | "Nah Mean" (Nas és Damian Marley)                              | —                   | —                   | —                   | —                   | —                   |                                                          | Distant Relatives  |
| 2011 | "Set Up Shop"                                                  | —                   | —                   | —                   | —                   | —                   |                                                          | Set Up Shop Vol. 1 |
| 2012 | "Affairs of the Heart"                                         | —                   | —                   | —                   | —                   | —                   |                                                          | Set Up Shop Vol. 1 |
| 2012 | "Make It Bun Dem" (Skrillex és Damian Marley)                  | 106                 | —                   | —                   | 87                  | 58                  | - RIAA: Platinalemez - ARIA: Aranylemez - MC: Aranylemez | Nem albumon        |
| 2012 | "Can't Keep Me Down" (Cypress Hill és Rusko, Damian Marleyval) | —                   | —                   | —                   | —                   | —                   |                                                          | Cypress X Rusko    |
| 2013 | "Riot" (Sean Paul, Damian Marleyval)                           | —                   | —                   | —                   | —                   | —                   |                                                          | Full Frequency     |
| 2014 | "Hard Work"                                                    | —                   | —                   | —                   | —                   | —                   |                                                          | Set Up Shop Vol. 2 |
| 2016 | "Nail Pon Cross"                                               | —                   | —                   | —                   | —                   | —                   |                                                          | Stony Hill         |
| 2017 | "Medication" (Stephen Marleyval)                               | —                   | —                   | —                   | —                   | —                   |                                                          | Stony Hill         |
| 2017 | "So Am I" (Ty Dolla Sign, Damian Marleyval és Skrillex-szel)   | —                   | —                   | —                   | —                   | —                   |                                                          | Beach House 3      |
| 2018 | "Living It Up"                                                 | —                   | —                   | —                   | —                   | —                   |                                                          | Stony Hill         |
| 2019 | "Love With A Quality" (Karol G, Damian Marleyval)              | —                   | —                   | —                   | —                   | —                   |                                                          | Ocean              |